# Michalakis Triantafyllides
Michalakis Antoniou Triantafyllides (em grego:  Μιχαλάκης Αντωνίου Τριανταφυλλίδης; 1927–2005) foi um jurista cipriota que serviu como presidente do Supremo Tribunal do Chipre (1971–1988) e procurador-geral do Chipre (1988–1995). Ele também serviu na Comissão Europeia de Direitos Humanos de 1963 a 1989.